# Lijst van voetbalinterlands België - Japan
Deze lijst van voetbalinterlands is een overzicht van alle officiële voetbalwedstrijden tussen de nationale teams van België en Japan. De landen speelden tot op heden zes keer tegen elkaar, te beginnen met een vriendschappelijke wedstrijd in Tokio op 3 juni 1999. Het laatste duel, een achtste finale tijdens het Wereldkampioenschap voetbal 2018, vond plaats op 2 juli 2018 in Rostov aan de Don (Rusland).

## Wedstrijden
| № | Plaats            | Datum            | Competitie        | Wedstrijd      | Uitslag |
| - | ----------------- | ---------------- | ----------------- | -------------- | ------- |
| 1 | Tokio             | 3 juni 1999      | Vriendschappelijk | Japan – België | 0 – 0   |
| 2 | Saitama           | 4 juni 2002      | WK 2002           | Japan – België | 2 – 2   |
| 3 | Tokio             | 31 mei 2009      | Vriendschappelijk | Japan – België | 4 – 0   |
| 4 | Brussel           | 19 november 2013 | Vriendschappelijk | België − Japan | 2 − 3   |
| 5 | Brugge            | 14 november 2017 | Vriendschappelijk | België − Japan | 1 − 0   |
| 6 | Rostov aan de Don | 2 juli 2018      | WK 2018           | België − Japan | 3 − 2   |

## Samenvatting
| Competitie        | Totaal gespeeld | Winst België | Gelijk | Winst Japan | Doelsaldo België – Japan |
| ----------------- | --------------- | ------------ | ------ | ----------- | ------------------------ |
| WK-eindronde      | 2               | 1            | 1      | 0           | 5 − 4                    |
| Vriendschappelijk | 4               | 1            | 1      | 2           | 3 − 7                    |
| Totaal            | 6               | 2            | 2      | 2           | 8 − 11                   |

Wedstrijden bepaald door strafschoppen worden, in lijn met de FIFA, als een gelijkspel gerekend.

## Details

### Eerste ontmoeting
| Kirin Cup (Tokio, Japan, 3 juni 1999): |              | |
| Japan | 0 – 0        | België |
| | goals        | |
| Philippe Troussier | bondscoach   | Georges Leekens |
| Yoshikatsu Kawaguchi Toshihide Saito Naoki Soma Yutaka Akita Teruyoshi Ito Hidetoshi Nakata Hiroshi Nanami Wagner Lopes 87' Toshiya Fujita 59' Kazuaki Tasaka 46' Ryuzo Morioka | opstelling   | Geert De Vlieger 27' Gordan Vidović Lorenzo Staelens Bart Goor Yves Vanderhaeghe 88' Wilfried Delbroek Stefaan Tanghe Marc Hendrikx 64' Sandy Martens 64' Gert Verheyen Tjörven De Brul |
| Toshihiro Hattori 46' Atsushi Yanagisawa 59' Daisuke Oku 87' | wissels      | 27' Glen De Boeck 64' Mbo Mpenza 64' Jurgen Cavens 88' Chris Janssens |
| | gele kaarten | 48' Wilfried Delbroek 49' Tjörven De Brul 90' Lorenzo Staelens |

### Tweede ontmoeting
| Groepswedstrijd WK 2002 (Saitama, Japan, 4 juni 2002): |              | |
| Japan | 2 – 2        | België |
| Takayuki Suzuki 59' Junichi Inamoto 68' | goals        | 57' Marc Wilmots 74' Peter Van der Heyden |
| Philippe Troussier | bondscoach   | Robert Waseige |
| Seigo Narazaki Naoki Matsuda Ryuzo Morioka 71' Junichi Inamoto Hidetoshi Nakata Takayuki Suzuki 68' Atsushi Yanagisawa Koji Nakata Shinji Ono 64' Kazuyuki Toda Daisuke Ichikawa | opstellingen | Geert De Vlieger Jacky Peeters Daniel Van Buyten Eric Van Meir Timmy Simons Marc Wilmots Bart Goor 70' Johan Walem Yves Vanderhaeghe 83' Gert Verheyen Peter Van der Heyden |
| Alex Santos 64' Hiroaki Morishima 68' Tsuneyasu Miyamoto 71' | wissels      | 70' Wesley Sonck 83' Branko Strupar |
| Kazuyuki Toda 31' Junichi Inamoto 54' | gele kaarten | 21' Peter Van der Heyden 62' Gert Verheyen 82' Eric Van Meir |

### Vijfde ontmoeting
| Vriendschappelijk (Brugge, België, 14 november 2017): |              | |
| België | 1 – 0        | Japan |
| Romelu Lukaku 72' | goals        | |
| Roberto Martínez | bondscoach   | Vahid Halilhodžić |
| Simon Mignolet Christian Kabasele Thomas Vermaelen Jan Vertonghen Thomas Meunier Axel Witsel 84' Kevin De Bruyne 62' Thorgan Hazard Nacer Chadli 84' Dries Mertens 60' Romelu Lukaku 74' | opstelling   | Eiji Kawashima 86' Hiroki Sakai Maya Yoshida Tomoaki Makino Yuto Nagatomo 62' Kazuki Nagasawa Hotaru Yamaguchi Yosuke Ideguchi 68' Takuma Asano 74' Yuya Osako 78' Genki Haraguchi |
| Kevin Mirallas 60' Mousa Dembélé 62' Divock Origi 74' Steven Defour 84' Jordan Lukaku 84'                                                                                                | wissels      | 62' Ryota Morioka 68' Yuya Kubo 74' Kenyu Sugimoto 78' Takashi Inui 86' Gotoku Sakai                                                                                               |
| | gele kaarten | 76' Yosuke Ideguchi |

### Zesde ontmoeting
| WK 2018 (Rostov aan de Don, Rusland, 2 juli 2018): |              | |
| België | 3 – 2        | Japan |
| Jan Vertonghen 69' Marouane Fellaini 74' Nacer Chadli 90+4' | goals        | 48' Genki Haraguchi 52' Takashi Inui |
| Roberto Martínez | bondscoach   | Akira Nishino |
| Thibaut Courtois Toby Alderweireld Vincent Kompany Jan Vertonghen Thomas Meunier Axel Witsel Kevin De Bruyne Yannick Carrasco 65' Dries Mertens 65' Eden Hazard Romelu Lukaku | opstelling   | Eiji Kawashima Hiroki Sakai Maya Yoshida Gen Shoji Yuto Nagatomo Makoto Hasebe 81' Gaku Shibasaki 81' Genki Haraguchi Shinji Kagawa Takashi Inui Yuya Osako |
| Nacer Chadli 65' Marouane Fellaini 65' | wissels      | 81' Hotaru Yamaguchi 81' Keisuke Honda |
| | gele kaarten | 40' Gaku Shibasaki |